# Запис храст код цркве (Трстеник)
Запис храст код цркве (Трстеник) се налази на парцели чији је власник Црквена општина.

## Локација
| Општина             | Трстеник                                                         |
| Катастарска општина | Трстеник                                                         |
| Потес               | Вука Караџића                                                    |
| Координате          | 43° 37′ 13″ С; 20° 59′ 58″ И / 43.6203° С; 20.999500000000001° И |
| Надморска висина    | 0m                                                               |

## Карактеристике
Дендрометријске вредности утврђене на терену и сателитским снимцима:
| Стабло                     | Храст |
| Висина стабла              | m     |
| Обим дебла                 | m     |
| Пречник крошње             | 6m    |
| Пречник дебла              | m     |
| Висина дебла до прве гране | m     |

## База записа
Запис је у оквиру Викимедија пројекта "Запис - Свето дрво" заведен под редним бројем 0587.